# Funt irlandzki
Funt irlandzki (irl. punt Éireannach) – oficjalna waluta Irlandii do zastąpienia przez euro w 2002 r.
Funt Irlandzki akceptowany był do końca marca 2002, po tym terminie jedyna waluta akceptowana w Irlandii to euro.
Kod waluty według ISO 4217 to IEP. W obiegu funkcjonowały monety (o nominałach 5p, 10p, 20p, 50p i £1) i banknoty (o nominałach £5, £10, £20, £50 i £100).
1 funt równy był 100 pensom.